# 3873 Roddy
A 3873 Roddy (ideiglenes jelöléssel 1984 WB) egy marsközeli kisbolygó. Carolyn Shoemaker fedezte fel 1984. november 21-én.